# Coppa di Grecia 2016-2017 (pallacanestro maschile)
La Coppa di Grecia 2016-2017 è la 42ª Coppa di Grecia di pallacanestro maschile.

## Squadre
Partecipano le 30 squadre iscritte alla A1 Ethniki e A2 Ethniki. Le sei migliori squadre della
A1 Ethniki 2015-2016 entrano in gioco solo ai quarti di finale, mentre le altre squadre si sfidano per i due posti restanti.

## Partite

### Fase A
| Squadra 1              | Risultato | Squadra 2         |
| ---------------------- | --------- | ----------------- |
| Psychiko               | 63 - 85   | Paniōnios         |
| Holargos               | 53 - 62   | Aiolos Astakou    |
| Faros Keratsiniou B.C. | 70 - 76   | Īraklīs Salonicco |
| AEL                    | 64 - 68   | Kavala            |
| Pagrati Atene          | 44 - 84   | Iraklio           |
| Machites Doxas Pefkon  | 67 - 61   | Larissas 1928     |
| Ethnikos Piraeus       | 71 - 82   | A.C. Doukas       |
| Amyntas                | 96 - 42   | Arkadikos         |

### Fase B

#### Primo turno
| Squadra 1             | Risultato | Squadra 2             |
| --------------------- | --------- | --------------------- |
| Aiolos Astakou        | 79 - 69   | Amyntas               |
| Machites Doxas Pefkon | 55 - 76   | Paniōnios             |
| Kavala                | 61 - 65   | Apollon Patrasso      |
| Doxa Lefkadas         | 31 - 93   | Rethymno Cretan Kings |
| Īraklīs Salonicco     | 69 - 73   | Kymi                  |
| Aries Trikala         | 67 - 70   | Promitheas Patrasso   |
| A.C. Doukas           | 74 - 73   | Lavrio                |
| Iraklio               | 60 - 70   | Koroivos Amaliadas    |

#### Secondo turno
| Squadra 1        | Risultato | Squadra 2             |
| ---------------- | --------- | --------------------- |
| Aiolos Astakou   | 74 - 81   | Paniōnios             |
| A.C. Doukas      | 66 - 89   | Promitheas Patrasso   |
| Apollon Patrasso | 82 - 88   | Koroivos Amaliadas    |
| Kymi             | 87 - 77   | Rethymno Cretan Kings |

#### Terzo turno
| Squadra 1          | Risultato | Squadra 2           |
| ------------------ | --------- | ------------------- |
| Koroivos Amaliadas | 80 - 76   | Promitheas Patrasso |
| Paniōnios          | 73 - 77   | Kymi                |

### Fase C

#### Tabellone
|  | Quarti di finale   | Quarti di finale   | Quarti di finale |                |                | Semifinali     | Semifinali | Semifinali |  |  | Finale | Finale | Finale |  |
|  |                    |                    |                  |                |                |                |            |            |  |  |        |        |        |  |
|  | Olympiakos         | Olympiakos         | 99               |                |                |                |            |            |  |  |        |        |        |  |
|  | Olympiakos         | Olympiakos         | 99               |                |                |                |            |            |  |  |        |        |        |  |
|  | Kolossos Rodi      | Kolossos Rodi      | 48               |                |                |                |            |            |  |  |        |        |        |  |
|  | Kolossos Rodi      | Kolossos Rodi      | 48               |                | Olympiakos     | Olympiakos     | 67         |            |  |  |        |        |        |  |
|  |                    |                    |                  |                | Olympiakos     | Olympiakos     | 67         |            |  |  |        |        |        |  |
|  |                    |                    | Panathīnaïkos    | Panathīnaïkos  | 77             |                |            |            |  |  |        |        |        |  |
|  | Panathīnaïkos      | Panathīnaïkos      | Panathīnaïkos    | Panathīnaïkos  | 77             | 88             |            |            |  |  |        |        |        |  |
|  | Panathīnaïkos      | Panathīnaïkos      |                  |                |                |                |            |            |  |  |        |        |        |  |
|  | PAOK Salonicco     | PAOK Salonicco     | 69               |                |                |                |            |            |  |  |        |        |        |  |
|  | PAOK Salonicco     | PAOK Salonicco     | 69               |                | Panathīnaïkos  | Panathīnaïkos  | 68         |            |  |  |        |        |        |  |
|  |                    |                    |                  |                |                |                |            |            |  |  |        |        |        |  |
|  |                    |                    | Aris Salonicco   | Aris Salonicco | 59             |                |            |            |  |  |        |        |        |  |
|  | Aris Salonicco     | Aris Salonicco     | Aris Salonicco   | Aris Salonicco | 59             | 98             |            |            |  |  |        |        |        |  |
|  | Aris Salonicco     | Aris Salonicco     |                  |                |                |                |            |            |  |  |        |        |        |  |
|  | Kymi               | Kymi               | 67               |                |                |                |            |            |  |  |        |        |        |  |
|  | Kymi               | Kymi               | 67               |                | Aris Salonicco | Aris Salonicco | 77         |            |  |  |        |        |        |  |
|  |                    |                    |                  |                | Aris Salonicco | Aris Salonicco | 77         |            |  |  |        |        |        |  |
|  |                    |                    | AEK Atene        | AEK Atene      | 76             |                |            |            |  |  |        |        |        |  |
|  | AEK Atene          | AEK Atene          | AEK Atene        | AEK Atene      | 76             | 98             |            |            |  |  |        |        |        |  |
|  | AEK Atene          | AEK Atene          |                  |                |                |                |            |            |  |  |        |        |        |  |
|  | Koroivos Amaliadas | Koroivos Amaliadas | 57               |                |                |                |            |            |  |  |        |        |        |  |